# Gertrude Fehr

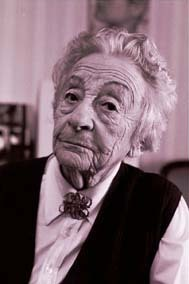
Foto de Gertrude Fehr tirada por Erling Mandelmann.

Gertrude Fehr (1895 – 1996) foi uma fotógrafa alemã. Estudou fotografia na oficina de Edward Wasow e na Escola Bavarian. Após o aprendizado com Wasow, estabeleceu um estúdio de fotografia dedicado principalmente aos retratos e ao teatro. A ascensão de Hitler ao poder a forçou a ir a Paris, onde abriu a PUBLI-phot, uma escola de fotografia. Em Paris, começou a usar solarização em suas fotografias. Quando a guerra começou em Paris, teve que ir para a Suíça, onde criou a escola de fotografia de Fehr. Após a guerra, foi para Vevey, onde trabalhou como professora de fotografia por quinze anos; um de seus alunos era Jeanloup Sieff. A partir da década de 1960, dedicou-se a fazer retratos como fotógrafa freelancer. Alguns de seus trabalhos foram exibidos na Galeria Nacional do Canadá e no Museu do Eliséu.